# Nhà hàng theo chủ đề

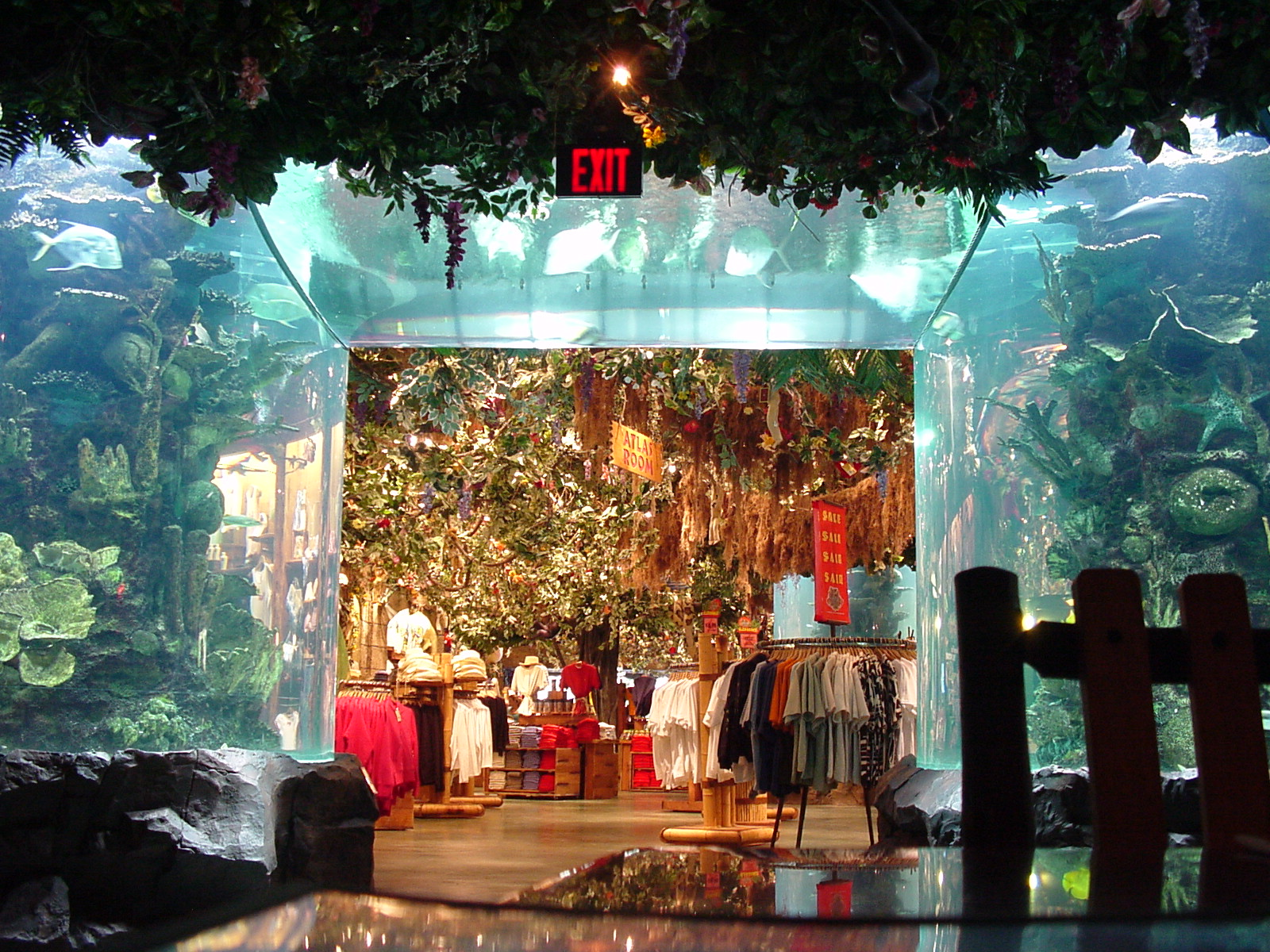
Nhà hàng Rainforest Cafe (Cà phê Rừng mưa nhiệt đới) nằm trong khuôn viên Vương quốc Động vật của Disney.

Nhà hàng theo chủ đề (đôi khi còn là quán cà phê theo chủ đề hoặc quán bar theo chủ đề) là một kiểu nhà hàng sử dụng giao diện để thu hút những người đến ăn bằng cách tạo ra những trải nghiệm đáng nhớ. Nhà hàng theo chủ đề sở hữu một chủ đề hay tạo hình thống nhất hoặc chiếm thế chủ đạo, cũng như tận dụng kiến trúc, dàn cảnh, các hiệu ứng đặc biệt và nhiều kỹ xảo khác, thường là để tạo ra những môi trường đẹp kỳ lạ vốn không liên quan đến việc ăn uống như thường lệ. Bởi những thứ này khó kiếm được, không còn tồn tại nữa, chúng là hư cấu hoặc siêu nhiên, hoặc bị cấm kỵ. Chủ đề của quán có thể được mở rộng thêm thông qua việc đặt tên và các lựa chọn đồ ăn, mặc dù đồ ăn thường chỉ là thứ yếu sau việc chiêu đãi thực khách.